# Боско - Вилађо Бетуса (Торино)
Боско - Вилађо Бетуса је насеље у Италији у округу Торино, региону Пијемонт.
Према процени из 2011. у насељу је живело 25 становника. Насеље се налази на надморској висини од 888 м.